# Лазаревич, Владимир Саламанович
Влади́мир Салама́нович Лазаре́вич (белор. Уладзімір Саламонавіч Лазарэвіч; 2 (15) сентября 1882 — 20 июня 1938) —  советский военачальник, комдив (1935). Белорус.

## Биография
Родился в Сокольском уезде Гродненской губернии в семье малоземельного крестьянина (затем рабочего на Сестрорецком оружейном заводе, оружейного мастера в частях царской и Красной Армии, заведующего оружейным музеем на Высших Стрелковых курсах). Окончил народную школу в Августове и поступил в Сувалкскую гимназию, но вынужден был её оставить ввиду отсутствия средств для платы за обучение. Отдан певчим в архиерейский хор в Варшаву для возможности бесплатного обучения в духовном училище, которое затем продолжил в Холмской и Виленской духовных семинариях. На военной службе с 1903 года. В том же году поступил в Виленское пехотное юнкерское училище. После окончания училища подпоручиком (ст. 24.03.1906) по 1-му разряду (первым в выпуске, с занесением имени на мраморную доску и награждением 1-м призом за успехи — золотыми часами) назначен в 1-й лейб-гренадерский Екатеринославский императора Александра II-го полк в Москве. Один год был вольнослушателем Московского университета (1908). Поручик (ст. 22.04.1909). В 1909—1912 гг. учился в Николаевской академии Генерального штаба, после окончания которой по 1-му разряду служил в 170-м Молодечненском пехотном полку в г. Вильна. Штабс-капитан (ст. 22.04.1913).
Участник первой мировой войны, в ходе которой занимал должности: старший адъютант штаба 2-го армейского корпуса (5 мес.) и 7-й Сибирской пехотной дивизии (с 21.04.1915; 11 мес.), и.д. штаб-офицера для поручений при штабе 5-го армейского корпуса (с 31.03.1916; 10 мес.)., и.д. штаб-офицера для поручений генерал-квартирмейстера Особой армии (назначен между 03.01. и 08.02.1917; 1 мес.), и.д. начальника штаба 166-й и 23-й пехотных дивизий (11 мес.). Помощник делопроизводителя ГУГШ (3 мес.). .). Капитан (ст. 22.04.1915). Последний чин в РИА — подполковник (1917). После Октябрьской революции 1917 года избран начальником штаба 18-го армейского корпуса.
В РККА вступил добровольно в феврале 1918 года. Участник Гражданской войны, в ходе которой занимал должности: начальник общего отделения военно-статистического отдела Оперативного управления Всеросглавштаба (с 05.1918), с 09.1918 — начальник Полевого управления Всеросглавштаба, начальник оперативного отдела штаба 4-й армии, начальник штаба той же армии (в феврале-апреле 1919 г.), командующий Туркестанской армией (май-июнь 1919 г.), одновременно (03-08.1919) начальник штаба Южной группы войск Восточного фронта. Командующий 4-й армией (06.08.-08.10.1919 г.), состоял в распоряжении полевого штаба, начальник штаба Западного фронта (11.1919-02.1920), заведующий учебной частью Академии Генерального штаба РККА, сотрудник Военно-исторической комиссии Штаба РККА (март-июнь 1920 г.), командующий 3-й армией Западного фронта (12.06.-18.10.1920 г.) и 4-й армией Южного фронта (22.10.1920-10.02.1921). Включен в списки Генштаба РККА от 15.07.1919 и 07.08.1920.
После Гражданской войны занимал ряд крупных должностей в войсках, штабах и военно-учебных заведениях РККА. С февраля 1921 по январь 1922 года — командующий Туркестанским фронтом. В 1922—1924 гг. — заместитель, а затем помощник начальника Главного управления военно-учебных заведений (ГУВУЗ) РККА. Одновременно возглавлял Высшие академические курсы высшего комначсостава при Военной академии РККА. В феврале 1925 г. назначен начальником Военно-воздушной академии РККА. С июня 1927 г. — для особо важных поручений при Реввоенсовете СССР. В июне 1934 г. назначен начальником кафедры тактики Военно-транспортной академии РККА. Приказом наркома обороны СССР № 2412 от 23.11.1935 года присвоено персональное воинское звание комдив. Член ВКП(б) с 1935 года.
Арестован 4 февраля 1938 года. 20 июня 1938 года Военной коллегией Верховного Суда СССР по обвинению в принадлежности к военному заговору приговорен к расстрелу. Приговор приведен в исполнение 20 июня 1938 года. Место захоронения: Коммунарка.
Определением Военной коллегии от 5 мая 1956 года реабилитирован.

## Награды
- Орден Святого Станислава 3-й степени (ВП 19.05.1912)
- Орден Святой Анны 3-й степени с мечами и бантом (ВП 17.01.1915)
- Орден Святого Владимира 4-й степени с мечами и бантом ВП 17.01.1915)
- Орден Святого Георгия 4-й степени (ВП 10.06.1915)
- Орден Святой Анны 2-й степени с мечами (ВП 3.05.1916)
- Орден Святого Станислава 2-й степени с мечами (ВП 3.06.1916)
- Орден Святой Анны 4-й степени с надписью «За храбрость» (ВП 24.01.1917)
- мечи и бант к ордену Святого Станислава 3-й степени (ВП 4.03.1917)
- Медаль «В память 100-летия Отечественной войны 1812 г.» (ВП 15.08.1912)
- Медаль «В память 300-летия царствования дома Романовых» (ВП 22.02.1913)

Был награждён двумя орденами Красного Знамени РСФСР (оба в 1920 году: первый орден в должности командарма 3-й армии за наступление на Варшаву, Прик. РВСР № 342: 1920 г., вторичное награждение — в должности командарма 4-й армии за наступление на Врангеля, Прик. РВСР № 552 от 21.11.1920 г.). За успешную борьбу с басмачеством в должности командующим Туркестанским фронтом награждён шашкой бухарского образца (РВСР, 1921 г.), золотым портсигаром (Туркестанская комиссия ЦИК СССР, 1921 г.) и военным Красным орденом Хорезмской Республики (ЦИК Хорезмской республики, 1921 г.).